# Sebastian Pauli (Pokerspieler)
Sebastian Pauli (* 3. Oktober 1989) ist ein professioneller deutscher Pokerspieler. Er gewann 2014 das Main Event der European Poker Tour.

## Pokerkarriere
Pauli stammt aus Dortmund und lebt in Bochum. Auf der Onlinepoker-Plattform PokerStars spielt er unter dem Nickname Pauli elTopo. Nachdem er bereits drei Jahre ernsthaft Poker gespielt hatte, erzielte er 2011 in der Spielbank Hohensyburg in Dortmund seine erste Geldplatzierung bei einem Live-Turnier.
Im April 2013 war Pauli erstmals beim Main Event der European Poker Tour (EPT) erfolgreich und belegte in Berlin den 67. Platz für 12.000 Euro Preisgeld. Zwei Monate später flog er für die World Series of Poker (WSOP) 2013 nach Las Vegas. Dort kam er im Rio All-Suite Hotel and Casino am Las Vegas Strip bei einem Turnier der Variante Seven Card Razz an den Finaltisch und erreichte zudem bei einem Hold’em-Event die bezahlten Plätze. Bei der WSOP 2014 belegte Pauli dreimal die Geldränge. Mitte Oktober 2014 gewann er das EPT-Main-Event in London mit einer Siegprämie von umgerechnet mehr als 800.000 US-Dollar. Bei der WSOP 2015 war er viermal erfolgreich, u. a. belegte er den 771. Platz im Main Event. Seitdem blieben größere Turniererfolge aus.
Insgesamt hat sich Pauli mit Poker bei Live-Turnieren mehr als eine Million US-Dollar erspielt.